# Торохтий, Алексей Павлович
Алексе́й Па́влович Торохти́й (укр. Олексій Павлович Торохтій, род. 22 мая 1986 года) — украинский тяжелоатлет, призёр чемпионатов мира и Европы. Участник двух Олимпийских игр (2008, 2012). Заслуженный мастер спорта Украины (2011). Член исполнительного комитета Европейской федерации тяжелой атлетики. Замглавы комиссии атлетов НОК. Вице-президент Федерации тяжелой атлетики Украины.

## Биография

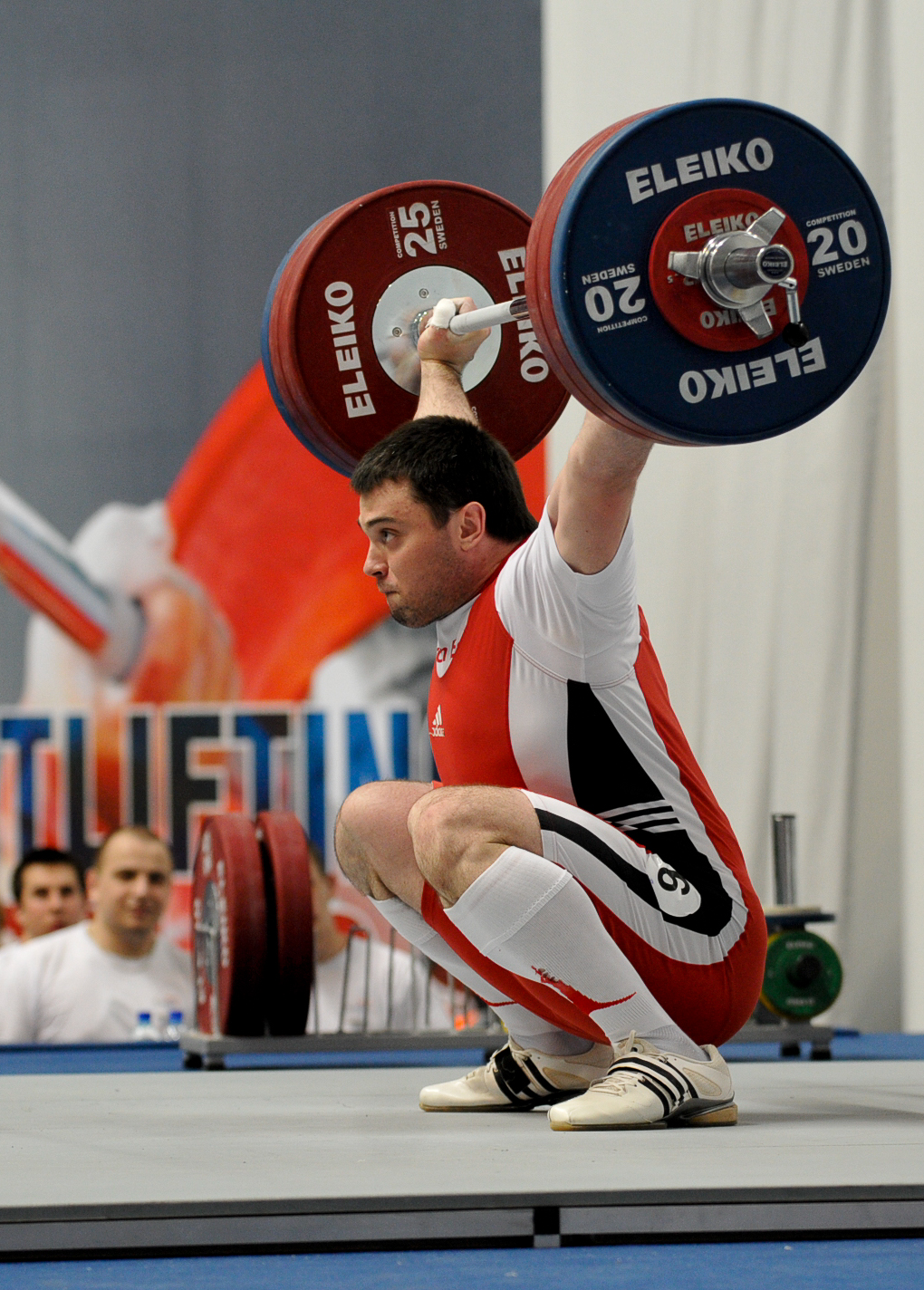
2011 год

Алексей Торохтий родился 22 мая 1986 года в городе Зугрэс Донецкой области на Украине. Свои занятия тяжелой атлетикой он начал ещё в 2000 году под руководством Геннадия Ксёнза в ОШ № 17 поселка Зугрэс-2 Донецкой области, в спортивной секции от ДЮСШ города Зугрэса, затем продолжил занятия под руководством Заслуженного тренера СССР Владимира Руденко и через шесть лет громко заявил о себе на чемпионате Европы среди юниоров. Тогда он получил серебряную медаль. В 2003 году окончил Харьковское областное высшее училище физической культуры и в 2005 получил квалификацию тренер-преподаватель по специальности «Физическое воспитание». 
В 2008 году он впервые принял участие в Олимпийских играх, но не занял призовое место. В последующие годы были чемпионат Европы, а затем и чемпионат мира, на которых Алексей успешно выступил и занял второе и третье места соответственно. В 2010 окончил Харьковский аэрокосмический институт имени Жуковского по специальности «Система управления летательными аппаратами и комплексами» и получил квалификацию инженер. 
На Олимпийских играх 2012 года в Лондоне украинец одержал свою самую главную победу, выиграв золото в категории до 105 кг, набрав в сумме двух упражнений 412 кг. Впоследствии был лишён звания чемпиона в 2019 году за применение допинга.
Помимо соревнований Алексей занимается судейством и тренерской деятельностью, принимает активное участие в делах Национальной федерации тяжелой атлетики Украины.
В 2014 получил второе высшее образование в Запорожском национальном университете по специальности преподавателя физического воспитания и спорта / тренера по тяжелой атлетике.
В 2016 году основал бренд спортивной одежды и аксессуаров Warm Body Cold Mind.

## Личная жизнь
- Жена — Дарья — преподаватель музыки по классу гитара.[4] Алексей и Дарья воспитывают сына Мирона (2015)[5].

## Участие в спортивных соревнованиях
В 2003 году выполнил норматив мастера спорта Украины, в 2008 — норматив мастера спорта международного класса. В 2005 вошёл в состав Олимпийской сборной по тяжелой атлетике.
В 2006 году занял второе место на чемпионате Европы по тяжелой атлетике среди юниоров в Палермо.
В 2008 году принял участие в Олимпийских играх в Пекине, где занял 11 место с суммой 390 кг (177 рывок и 213 толчок). В 2009 году на чемпионате Европы в Бухаресте завоевал серебряную медаль, набрав в сумме 405 кг. В 2010 — III место в сумме двоеборья и малая серебряная медаль в толчке на Чемпионате Европы в Минске. В 2011 году на чемпионате мира в Париже завоевал бронзовую медаль.
6 августа 2012 года Алексей Торохтий стал чемпионом Олимпийских игр 2012 года в весовой категории до 105 кг (лишён награды в 2019 году). Он показал результат 412 кг (185+227) и на один килограмм опередил иранца Наваба Насиршелала, который занял второе место.
| Год  | Соревнование     | Место проведения   | Весовая категория | Рывок  | Толчок | Сумма двоеборья | Место |
| 2006 | Чемпионат мира   | Санто Доминго      | до 105 кг         | 165 кг | 208 кг | 373 кг          | 12    |
| 2007 | Чемпионат мира   | Чиангмай           | до 105 кг         | 167 кг | --     | --              | --    |
| 2008 | Чемпионат Европы | Линьяно-Саббьядоро | до 105 кг         | 175 кг | 220 кг | 395 кг          | 5     |
| 2008 | Олимпийские игры | Пекин              | до 105 кг         | 177 кг | 213 кг | 390 кг          | 10    |
| 2009 | Чемпионат Европы | Бухарест           | до 105 кг         | 181 кг | 224 кг | 405 кг          | 2     |
| 2009 | Чемпионат мира   | Коян               | до 105 кг         | 180 кг | 215 кг | 395 кг          | 3     |
| 2010 | Чемпионат Европы | Минск              | до 105 кг         | 175 кг | 221 кг | 396 кг          | 3     |
| 2011 | Чемпионат Европы | Казань             | до 105 кг         | 170 кг | 215 кг | 385 кг          | 5     |
| 2011 | Чемпионат мира   | Париж              | до 105 кг         | 181 кг | 229 кг | 410 кг          | 3     |
| 2012 | Олимпийские игры | Лондон             | до 105 кг         | 185 кг | 227 кг | 412 кг          | DSQ   |

## Допинг
22 декабря 2018 года пресс-служба IWF опубликовала результаты перепроверки допинг-пробы спортсмена, взятой на Олимпиаде 2012. В пробе атлета был обнаружен туринабол. Спортсмен временно отстранён от соревнований.
19 декабря 2019 года на официальном сайте Международного олимпийского комитета было опубликовано решение о лишении Алексея Торохтия золотой медали, полученной на Олимпиаде 2012, из-за нарушения антидопинговых правил .

## Достижения
- 2006 — Серебряный призёр чемпионата Европы среди юниоров
- 2007 — Победитель Кубка Мира по тяжелой атлетике в Апиа.
- 2009 — Серебряный призёр чемпионат Европы
- 2010 — Бронзовый призёр Чемпионата Европы по тяжелой атлетике
- 2011 — Бронзовый призёр чемпионата мира.

## Награды
- 2012 — Орден «За заслуги» ІІІ степени[9]
- 2012 — Почетная грамота Кабинета Министров Украины.
- 20 августа 2012 за личный вклад в развитие и популяризацию физической культуры, а также повышение международного авторитета Харьковской области награжден региональным почетным знаком «Слобожанская слава».